# ДОТ № 457 (КиУР)
50°31′45.60″ пн. ш. 30°17′33.55″ сх. д. / 50.5293333° пн. ш. 30.2926528° сх. д.

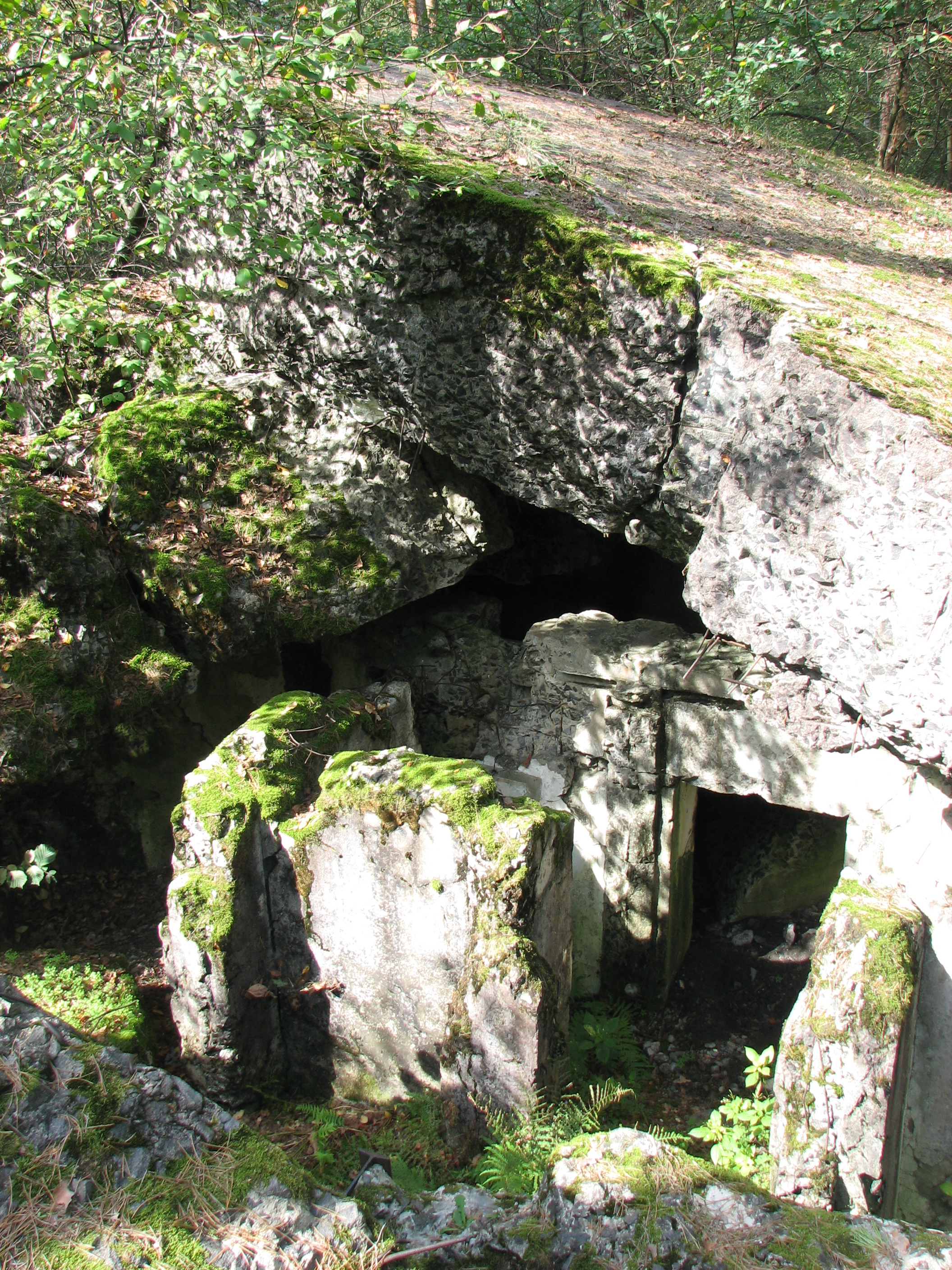

ДОТ № 457 — довготривала оборонна точка, що входила до складу першої лінії оборони Київського укріпленого району. 

## Історія

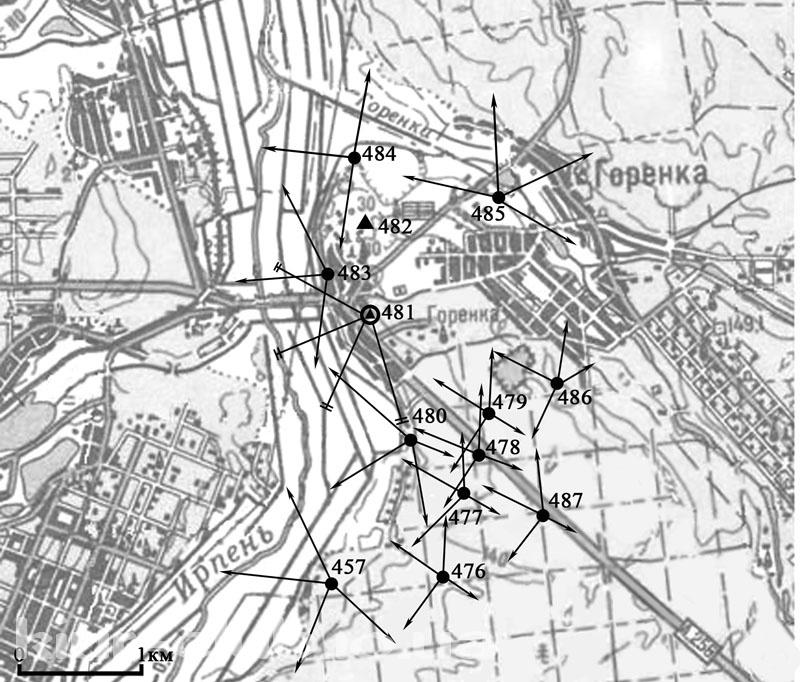
ДОТ № 457 у системі оборони 1-го БРО КиУР

ДОТ № 457 побудовано у 1930 році на північний схід від залізничного моста через річку Ірпінь. Ця фортифікаційна споруда мала 1 поверх, 4 амбразури для станкових кулеметів (основне озброєння). ДОТ № 457 мав спеціальне протихімічне приміщення і тому відноситься до фортифікаційних споруд типу «Б». Його клас стійкості «М1». Тобто споруда могла витримати 1 влучання 203-мм гаубиці.
Організаційно він входив до складу 1-го батальйонного району оборони (БРО) КиУРа, що прикривав район села Романівка. Влітку-восени 1941 року гарнізон ДОТ складався з бійців 161-го окремого кулеметного батальйону КиУР. До 24—25 серпня 1941 року споруда знаходилася у тилу радянських військ, фронт пролягав західніше. Під час другого штурму КиУР, що розпочався 16 вересня 1941 року, ДОТ № 457 не мав бойового контакту із супротивником. Вдень 18 вересня війська 37-ї армії Південно-Західного фронту розпочинають за наказом відхід з КиУР та міста Київ. Гарнізони ДОТ КиУР належали до останніх, хто відходив на лівий берег Дніпра, серед них був і гарнізон ДОТ № 457. Удень 19 вересня передові загони 71-ї піхотної дивізії німців зайняли територію 2-го БРО без бою, затримуючи лише дезертирів-червоноармійців та перебіжчиків.

## Сьогодення
ДОТ зруйновано, обставини підриву невідомі. Скоріш за все, його знищили німецькі сапери під час зачистки КиУР, вже після 19 вересня 1941 року. Вогнева точка має статус пам'ятки історії місцевого значення.

## Галерея

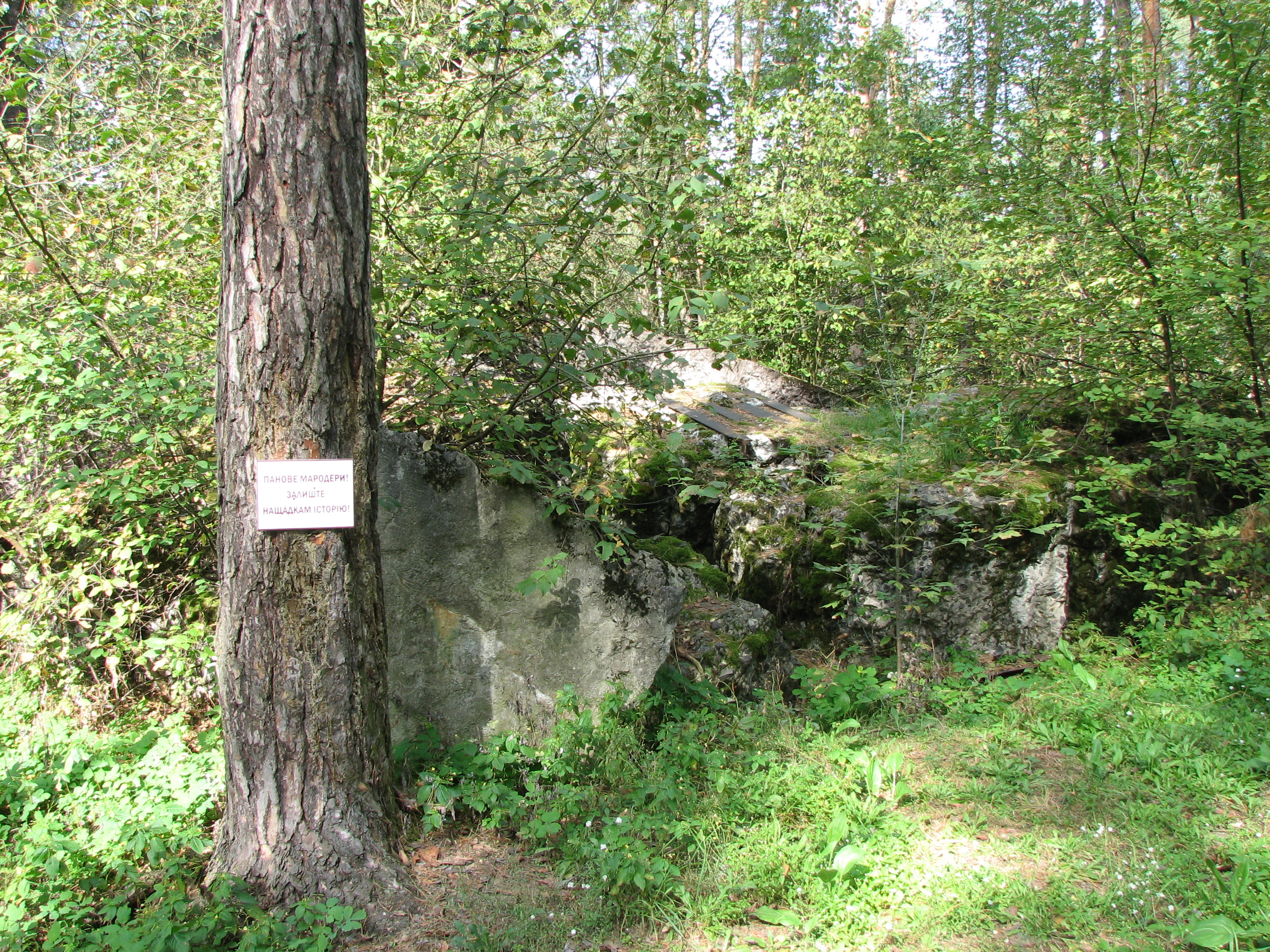
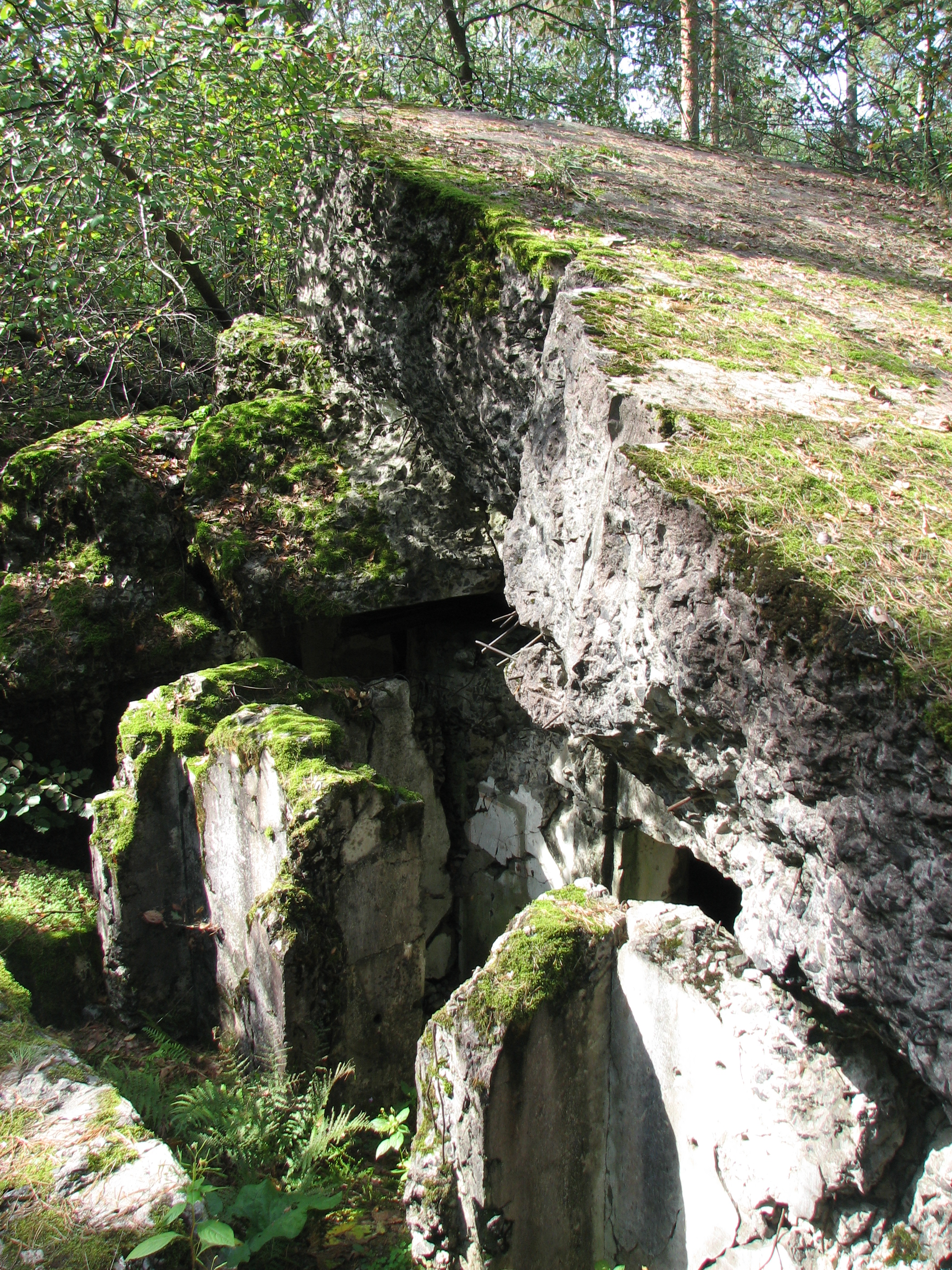
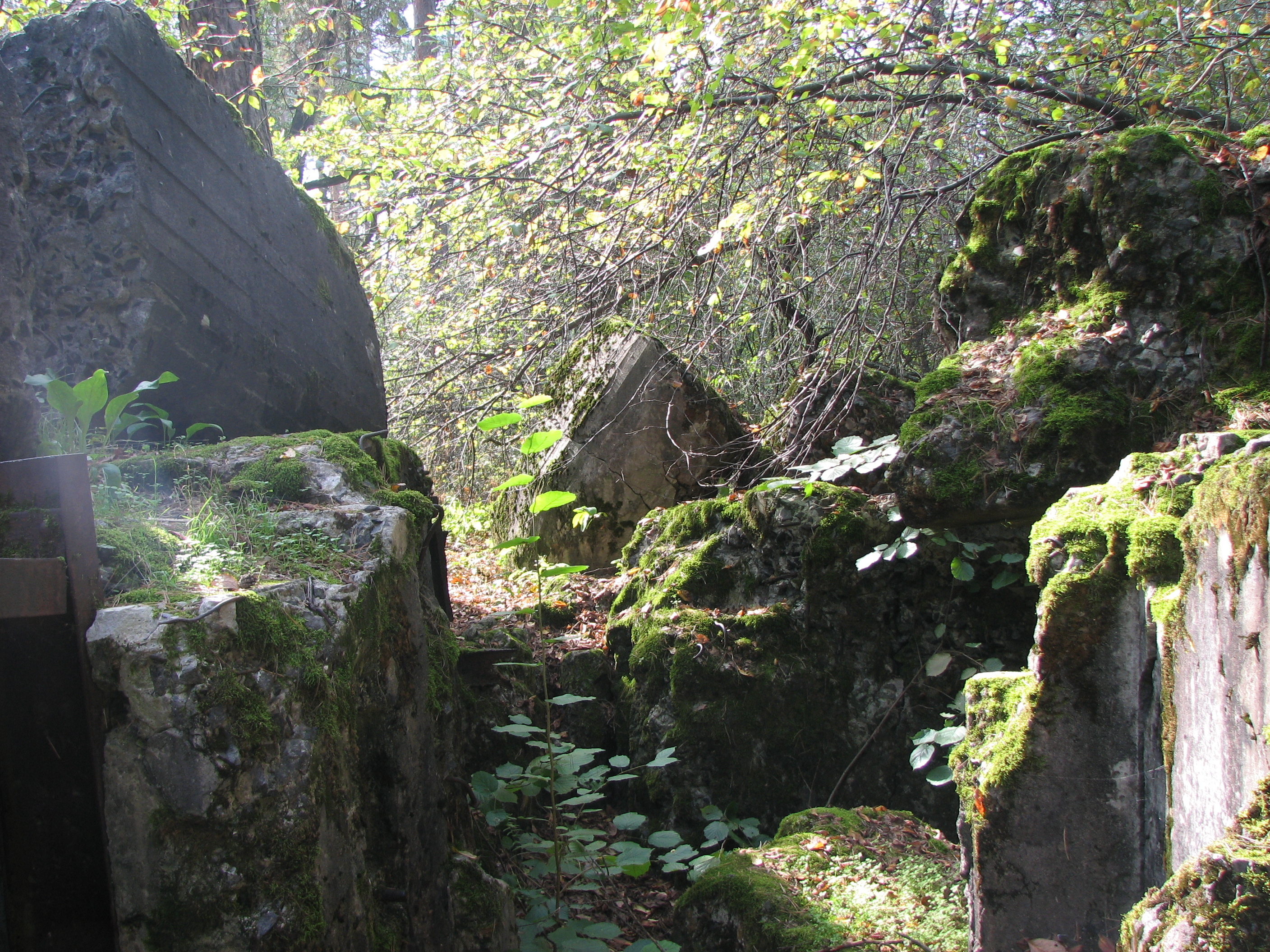
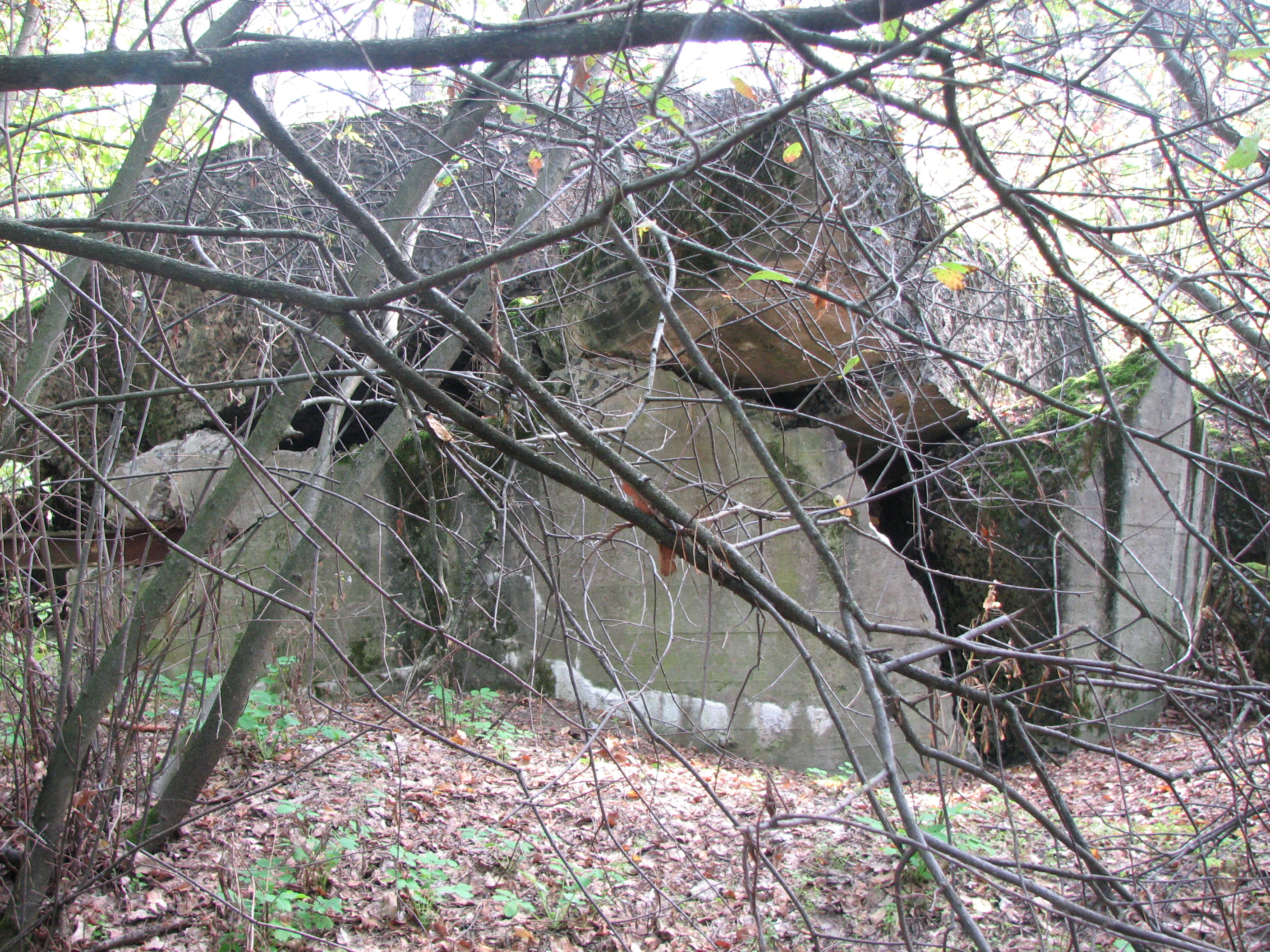